# Жандармерија (Краљевина Југославија)
Жандармерија је била помоћни род Југословенске војске, њен саставни део у погледу организације и дисциплине, који је у статусу специјалне трупе обављао задатке у погледу очувања јавне безбедности, одржавања јавног реда и мира и обезбеђивања извршења закона.
Њихова потчињеност је била двојака: у погледу буџетских питања и једног дела активности стајали су под Министарством унутрашњих дела, док су у погледу набављања наоружања, санитетског материјала и ветеринарске опреме било у надлежности Министарства војске, морнарице и ваздухопловства.

## Историјат

### Предисторија
Жандармерија је у Кнежевини Србији основана 1861. године, указом кнеза Михаила Обреновића.

### Од 1919. до 1941. године

#### Закон о жандармерији (1922)
Министарски савет Краљевине Срба, Хрвата и Словенаца је у јануару 1919. године установио жандармерију која је бројала 10.000 припадника подељених у шест бригада формираних по полувојној структури. Жандарми су одиграли значајну улогу у сузбијању комита након Божићне побуне, као и разбијању побуне качака.
Први закон о жандармерији је донет 1922. године, а наредне године је извршена реорганизација из бригада у пукове. Средства за рад жандармерије су обезбеђивања у буџету Министарства унутрашњих дела, а Министарство војске, морнарице и ваздухопловства ју је опремало наоружањем, санитетским материјалом и ветеринарском опремом.
У септембру 1923. године, за команданта Жандармерије је именован генерал Војислав Томић, потоњи командант Града Београда и човек кога ће краљ Александар I у тестаменту 1934. године означити за заменика кнеза Павла Карађорђевића на месту првог намесника.
Једна од значајнијих улога жандармерије у међуратном периоду, јесте било хапшење хајдука. Најпознатија акција жандарма овог типа јесте било хапшење славонског разбојника Јова Станисављевића Чаруге 1925. године, који је осуђен на смртну казну и јавно обешен у Осијеку. Такође, жандарми су учествовали и у извршавању смртне казне.

#### Закон о жандармерији (1930)
Краљ Александар I Карађорђевић је својим указом 14. октобра 1930. године донео нови Закон о жандармерији. Овим законом је било предвиђено да се бројно стање жандармерије попуњава добровољцима, при чему предност имају подофицири, изузев наредника. Кандидат за пријем у жандармерију је, поред држављанства Краљевине Југославије, морао да испуни још неколико услова, попут одслуженог војног рока, доброг здравља и висине од најмање 164 центиметара. Кандидат није могао бити старији од 30 година, морао је бити неожењен, удовац без деце или разведен без деце, а морао је бити и писмен. Под беспрекорним владањем кандидата се подразумевало да није био осуђиван у прошлости. Жандармеријска служба је трајала три године, уз могућност продужења на 10 година по личном захтеву, па чак и након тога. Жандармеријски официри регрутовани су из састава активног официрског кадра, резервних официра и жандармеријских наредника-водника и наредника уз одређене услове.
Обука жандарма вршила се на посебним жандармеријским курсевима. Имали су извесних привилегија у погледу лечења и коришћења средстава јавног превоза у ограниченим случајевима, а уколико су служили коњички кадар жандармерије добијали су коња од државе или додатке за издржавање сопственог ако су га поседовали.
Право на одлазак у пензију, жандарми су стицали са 30 година активне службе или 55 година живота. За службу проведену у Јужној Србији од 1. септембра 1923. године до 1. септембра 1930. године, рачунао се бенефицирани радни стаж у двоструком обиму.
Средином 1931. године, жандармерија је бројала 18.203 жандарма, од чега 442 официра и 35 војних чиновника, те 2.499 полицијских извршних службеника. У јануару 1935. године, извршена је реформа жандармерије, те је основано девет пукова (77 чета), један полуескадрон са седиштем у Београду и чета Дворске жандармерије. Од децембра 1939. године, жандарми добијају своје посебне шапке.

#### Велебитски устанак
У намери да подигну општи устанак за независност Хрватске, припадници усташког покрета су током ноћи између 6. и 7. септембра 1932. године, напали жандармеријску станицу у селу Брушане близу Госпића. Након брзог пораза, повукли су се и неки међу њима отишли у емиграцију. Међу вођама устанка били су Андрија Артуковић и Јурај Рукавина. Рукавина је ухапшен и пред Државним судом за заштиту државе осуђен на смртну казну, али је помилован од краља и казна му је преиначена у доживотну робију.

#### Крвава литија
У време конкордатске кризе, жандармерија је била ангажована на спречавању нереда и јавних скупова у организацији противника конкордата. Најпознатији догађај из овог периода јесте крвава литија, која се догодила 19. јула 1937. године. Тада је требало да буде одржана литија од Саборне цркве у Београду до храма Светог Саве на челу са епископом охридским и жичким Николајем Велимировићем. Замисао је била да ова литија буде израз противљења ратификацији конкордата.
У Кнез Михаиловој улици је током литије дошло до великог сукоба њених учесника са жандармима, који су имали наређење министра унутрашњих дела Антона Корошеца да се учесницима литије онемогући прилаз до Дома Народне скупштине. Реакција жандармерије је била изразито брутална, услед чега је овај догађај и упамћен као крвава литија.
Овај догађај је значајно утицао на изградњу негативне слике о жандармима, што је посебно користила Комунистичка партија Југославије у својим наступима о Краљевини Југославији као реакционарној држави заснованој на ауторитаризму и употреби силе.

### Други светски рат
Током Априлског рата 1941. године, командант Дворске жандармерије мајор Јездимир Дангић је руководио обезбеђењем краља Петра II Карађорђевића на путу од Београда према Никшићу, до тренутка напуштања земље.
Командант Вардарског жандармеријског пука у Скопљу жандармеријски пуковник Јован Тришић је након Априлског рата 1941. године био на челу 453 жандарма који су одбили службу под окупационом влашћу и возом били пребачени у Београд. Пуковник Тришић је 23. јуна 1941. године преузео функцију вршиоца дужности команданта жандармерије под Комесарском управом Милана Аћимовића и радио је на окупљању жандарма који су избегли заробљеништво, али је паралелно са тим ступио у везу са пуковником Драгољубом Дражом Михаиловићем. Енергично се залагао да жандарми не узимају учешћа у извршавању егзекуција, чак ни над заробљеним комунистима.
Жандарми су се тако нашли на мети партизана. Жикица Јовановић Шпанац је 7. јула 1941. године у Белој Цркви убио два жандарма - наредника Богдана Лончара и наредника Миленка Браковића. Овај датум се у социјалистичкој Југославији прослављао као Дан устанка народа Србије. Иван Зафред је организовао нападе на жандармеријске станице у Белановици и Чумићу.
У септембру 1941. године, за команданта жандармерије је постављен дивизијски генерал Стеван Радовановић, док је пуковник Тришић дошао на место његовог заменика. Један део жандарма се, природно, ставио под команду Владе народног спаса Милана Недића и тако се нашао на пословима очувања јавног реда и мира као и пре рата. Од Дринског и Дунавског пука предратне жандармерије, формирана је Српска државна стража, дана 10. фебруара 1942. године. Српска државна стража је тако преузела улогу предратне жандармерије, а за њеног првог команданта именован је дивизијски генерал Радовановић. Међу предратним жандармима који су приступили најпре жандармерији, а потом Српској државној стражи, био је и пензионисани жандармеријски потпуковник Милан Калабић, који је под утицајем свог сина Николе почео да помаже пуковника Михаиловића, те је 1942. године ухапшен од Гестапоа и одведен у Бањички логор, а потом је стрељан.
Значајан број жандармеријских официра се ставио под команду пуковника Михаиловића, односно приступио Југословенској војсци у Отаџбини. Међу њима су били мајор Јездимир Дангић, капетан Милојко Узелац, потпоручник Милутин Јанковић, наредник Филип Ајдачић...

## Чинови у жандармерији
Најнижи жандармеријски чин јесте био жандармеријски каплар, који се стицао у војној служби и признаван је као титуларни.
Жандармеријски пуковници и бригадни генерали морали су имати завршен правни факултет или Нижу школу Војне академије.
- жандармеријски каплар (најнижи чин)

- подофицирски чинови: поднаредник, наредник, наредник водник
- нижи официрски чинови: потпоручник, поручник, капетан друге класе, капетан прве класе
- виши официрски чинови: мајор, потпуковник, пуковник
- Ђенералитет: бригадни генерал[10]